# Elektrisk signal
Elektrisk signal är en signal som överförs med hjälp av elektricitet.
De elektriska signalerna kan överföras i form av analoga signaler eller digitala signaler.
Elektronik består i allmänhet av många olika enheter som samarbetar genom att skicka olika signaler till varandra. Varje enhet är konstruerad för att ta emot vissa insignaler och leverera vissa utsignaler.